# Amphimedon massalis
Amphimedon massalis är en svampdjursart som först beskrevs av Carter 1886.  Amphimedon massalis ingår i släktet Amphimedon och familjen Niphatidae.
Artens utbredningsområde är Sydaustralien. Inga underarter finns listade i Catalogue of Life.